# Dacnis egregia
Dacnis egregia är en fågel i familjen tangaror inom ordningen tättingar.

## Utbredning och systematik
Dacnis egregia omfattar två underarter med följande utbredning:
- D. e. egregia – förekommer i nordcentrala Colombia
- D. e. aequatorialis – förekommer i västra Ecuador

Den betraktas oftast som en del av svartmaskad daknis (D. lineata).

## Status
IUCN kategoriserar den som livskraftig.